# De bostella
"De bostella" is een nummer van het Nederlandse komische duo Johnny & Rijk. Het werd in 1967 een nummer 1-hit in de Nederlandse Top 40.

## Achtergrond
"De bostella" is een cover van "(Viens danser) la bostella", dat werd geschreven door Perez Pilar en in 1964 door het orkest van Esperanza Gustino werd uitgebracht. Groepsleden John Kraaijkamp sr. en Rijk de Gooyer schreven hier een Nederlandstalige tekst bij. In het lied willen de artiesten beschrijven hoe men de bostella moet dansen, alhoewel zij de bewegingen zelf niet kennen. Al in 1965 wilde producer Lion Swaab een Nederlandstalige versie van het nummer met Johnny & Rijk opnemen, maar zij waren hier op dat moment niet in geïnteresseerd.
"De bostella" werd een grote hit. In Nederland bereikte het de nummer 1-positie in de Top 40 en de tweede plaats in de Parool Top 20, terwijl in Vlaanderen de elfde plaats in een voorloper van de Ultratop 50 werd gehaald. Op 9 januari 1968 ontvingen Johnny & Rijk een gouden plaat voor de single.

## Hitnoteringen

### Nederlandse Top 40
| Hitnotering: 28-10-1967 t/m 17-02-1968 | Hitnotering: 28-10-1967 t/m 17-02-1968 | Hitnotering: 28-10-1967 t/m 17-02-1968 | Hitnotering: 28-10-1967 t/m 17-02-1968 | Hitnotering: 28-10-1967 t/m 17-02-1968 | Hitnotering: 28-10-1967 t/m 17-02-1968 | Hitnotering: 28-10-1967 t/m 17-02-1968 | Hitnotering: 28-10-1967 t/m 17-02-1968 | Hitnotering: 28-10-1967 t/m 17-02-1968 | Hitnotering: 28-10-1967 t/m 17-02-1968 | Hitnotering: 28-10-1967 t/m 17-02-1968 | Hitnotering: 28-10-1967 t/m 17-02-1968 | Hitnotering: 28-10-1967 t/m 17-02-1968 | Hitnotering: 28-10-1967 t/m 17-02-1968 | Hitnotering: 28-10-1967 t/m 17-02-1968 | Hitnotering: 28-10-1967 t/m 17-02-1968 | Hitnotering: 28-10-1967 t/m 17-02-1968 | Hitnotering: 28-10-1967 t/m 17-02-1968 | Hitnotering: 28-10-1967 t/m 17-02-1968 |
| Week                                   | 1                                      | 2                                      | 3                                      | 4                                      | 5                                      | 6                                      | 7                                      | 8                                      | 9                                      | 10                                     | 11                                     | 12                                     | 13                                     | 14                                     | 15                                     | 16                                     | 17                                     |                                        |
| -------------------------------------- | -------------------------------------- | -------------------------------------- | -------------------------------------- | -------------------------------------- | -------------------------------------- | -------------------------------------- | -------------------------------------- | -------------------------------------- | -------------------------------------- | -------------------------------------- | -------------------------------------- | -------------------------------------- | -------------------------------------- | -------------------------------------- | -------------------------------------- | -------------------------------------- | -------------------------------------- | -------------------------------------- |
| Nummer                                 | 39                                     | 19                                     | 9                                      | 4                                      | 2                                      | 1                                      | 1                                      | 2                                      | 2                                      | 5                                      | 8                                      | 12                                     | 15                                     | 20                                     | 28                                     | 34                                     | 37                                     | uit                                    |

### Parool Top 20
| Hitnotering: 11-11-1967 t/m 27-01-1968 | Hitnotering: 11-11-1967 t/m 27-01-1968 | Hitnotering: 11-11-1967 t/m 27-01-1968 | Hitnotering: 11-11-1967 t/m 27-01-1968 | Hitnotering: 11-11-1967 t/m 27-01-1968 | Hitnotering: 11-11-1967 t/m 27-01-1968 | Hitnotering: 11-11-1967 t/m 27-01-1968 | Hitnotering: 11-11-1967 t/m 27-01-1968 | Hitnotering: 11-11-1967 t/m 27-01-1968 | Hitnotering: 11-11-1967 t/m 27-01-1968 | Hitnotering: 11-11-1967 t/m 27-01-1968 | Hitnotering: 11-11-1967 t/m 27-01-1968 | Hitnotering: 11-11-1967 t/m 27-01-1968 | Hitnotering: 11-11-1967 t/m 27-01-1968 |
| Week                                   | 1                                      | 2                                      | 3                                      | 4                                      | 5                                      | 6                                      | 7                                      | 8                                      | 9                                      | 10                                     | 11                                     | 12                                     |                                        |
| -------------------------------------- | -------------------------------------- | -------------------------------------- | -------------------------------------- | -------------------------------------- | -------------------------------------- | -------------------------------------- | -------------------------------------- | -------------------------------------- | -------------------------------------- | -------------------------------------- | -------------------------------------- | -------------------------------------- | -------------------------------------- |
| Nummer                                 | 12                                     | 4                                      | 2                                      | 2                                      | 3                                      | 3                                      | 7                                      | 9                                      | 10                                     | 11                                     | 19                                     | 19                                     | uit                                    |